# Cameron Tatum
Cameron Alexander Tatum (Lithonia, 20 luglio 1988) è un ex cestista statunitense.